# Ладмовце
Ладмовце (слч. Ladmovce) насељено је мјесто са административним статусом сеоске општине (слч. obec) у округу Требишов, у Кошичком крају, Словачка Република.

## Становништво
| Година:    | 1994. | 2004.   | 2014.   | 2024.   |
| ---------- | ----- | ------- | ------- | ------- |
| Број људи: | 389   | 356     | 325     | 305     |
| Разлика:   |       | -8,48 % | -8,70 % | -6,15 % |

| Година:    | 2023. | 2024.   |
| ---------- | ----- | ------- |
| Број људи: | 306   | 305     |
| Разлика:   |       | -0,32 % |

Према подацима о броју становника из 2011. године насеље је имало 334 становника.